# Pulchroniusz (biskup Verdun)
Pulchroniusz (Polichroniusz), biskup Verdun (ur. w Verdun, zm. ok. 470 tamże) – biskup Verdun (od 452), uczeń i krewny św. Lupusa, święty katolicki.
Rozpowszechniał kult Matki Bożej i wybudował ku jej czci bazylikę fr. Cathédrale Notre-Dame de Verdun na murach kościoła z 330 roku pw. świętych apostołów Piotra i Pawła.
Tam też przeniósł siedzibę biskupią. Do diecezji wprowadził świąteczny obchód Narodzenia Najświętszej Maryi Panny.
Zmarł ok. 470 roku. Został pochowany w katedrze w Verdun.
Jego wspomnienie liturgiczne obchodzone jest 30 kwietnia.